# San Pedro, Coahuila
San Pedro là một đô thị thuộc bang Coahuila, México. Năm 2005, dân số của đô thị này là 93677 người.